# Минкин, Александр Викторович
Алекса́ндр Ви́кторович Ми́нкин (род. 26 августа 1946, Москва) — советский и российский журналист, театровед, писатель. Обозреватель «Новой газеты».

## Биография
В 1968—1978 годах — аппаратчик ВНИИсинтезбелок.
В 1978—1979 годах — обозреватель газеты «Московский комсомолец».
В 1984 году окончил театроведческий факультет ГИТИСа. Писал театральные рецензии, а также заметки политического характера, которые тайно переправлял за рубеж и публиковал под псевдонимом.
В 1987—1988 годах — обозреватель еженедельника «Московские новости».
В 1989—1991 годах — обозреватель журнала «Огонёк».
В 1991—1992 годах — обозреватель журнала «Столица».
В 1992—1996 годах — обозреватель газеты «Московский комсомолец».
Принимал участие в выборах в Государственную думу 1993 года как независимый кандидат, однако незадолго до выборов объявил о снятии своей кандидатуры в связи с имевшим, по его мнению, место фальсификацией избирательных листов и мошенничеством ряда кандидатов в депутаты.
С июля 1996 по 2000 год — обозреватель еженедельника «Новая газета».
Принимал участие в выборах в Государственную думу 1999 года как независимый кандидат наряду со своими коллегами Марией Арбатовой, Дарьей Асламовой и Александром Хинштейном.
В сентябре 1997 года назначен главным редактором журнала «Лица» ИД «Совершенно секретно», совмещая с должностью обозревателя «Новой газеты». Тогда же в газете «Комсомольская правда» была опубликована статья, в которой журналист «указывался как владелец дачного участка на Рублёвском шоссе».
С 2000 по 2022 год — обозреватель газеты «Московский комсомолец». Вёл рубрику «Письма президенту», где публиковал заметки, выдержанные в эпистолярном жанре.
Принимал участие в выборах в Государственную думу 2003 года по списку партии «Яблоко».
Является автором книг «Письма президенту» (2006), «Нежная душа» (2009), «Президенты RU» (2011), «Путин № 5» (2018), «Немой Онегин» (2020), «Чайка на воде» (2021).
12 января 2024 года Министерством юстиции России внесён в список физических лиц — «иностранных агентов».
С декабря 2023, ведущий литературной программы «Настоящий Полковник» по пятницам, на youtube канале «Живой Гвоздь».

## Общественная позиция

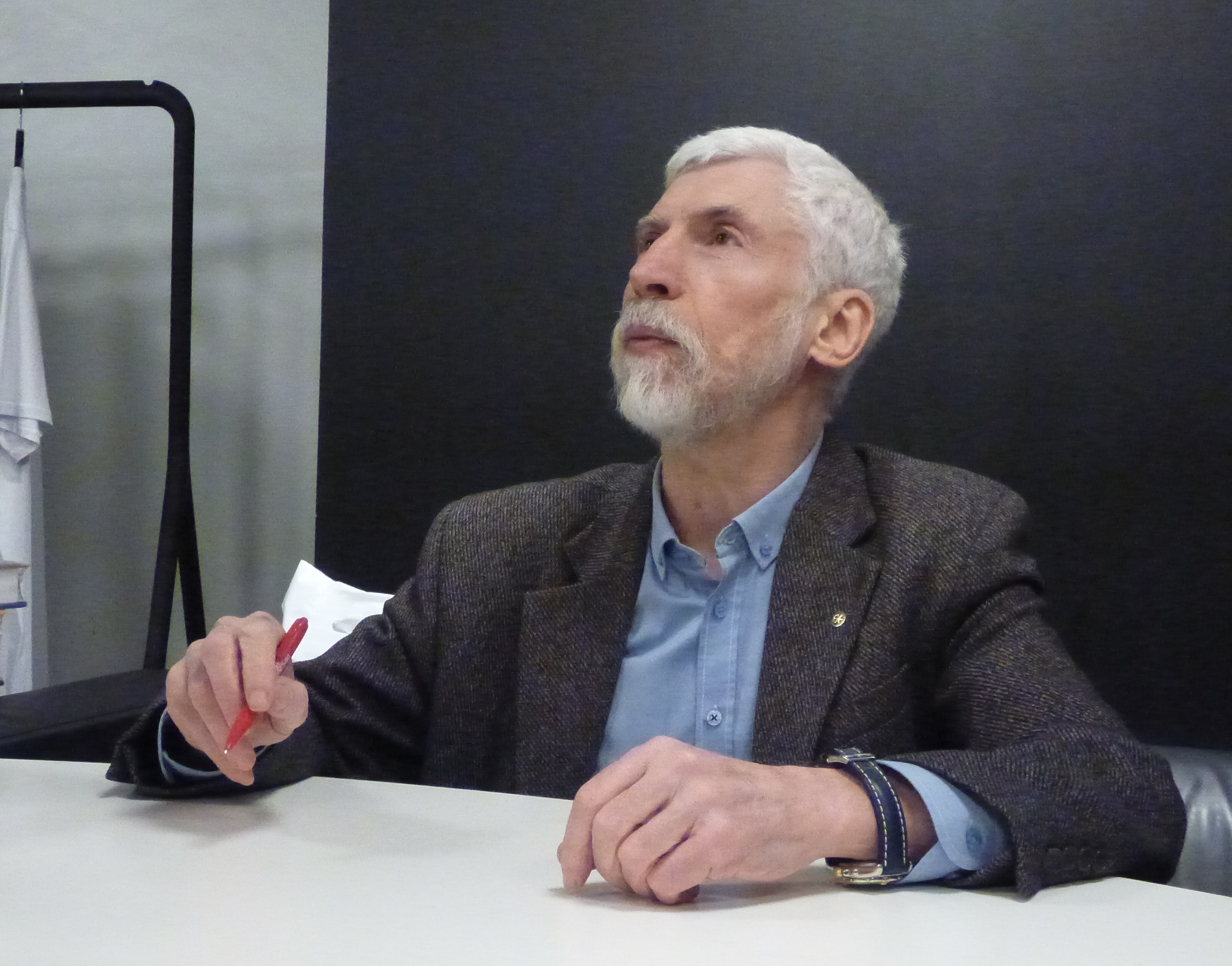
Александр Минкин в январе 2020 года

Комментируя свою репутацию «сливного бачка», журналист говорил:
Если бы эти политики, например, тот же Чубайс, обсуждали вопросы любовных связей или достоинства виски, это конечно… Но когда они по телефону обсуждают совершенно криминальные сделки, как, например, Кох, когда они обсуждают политические дела государства, как, например, Немцов сказал по телефону, что он на три дня задержал указ президента, потому что ему задержали 100 тысяч долларов, это никакой не частный разговор, потому что... страна не его частная собственность.
В июне 2005 года опубликовал в «МК» статью «Чья победа?»:
А вдруг было бы лучше, если бы не Сталин Гитлера победил, а Гитлер — Сталина? В 1945-м погибла не Германия. Погиб фашизм. Аналогично: погибла бы не Россия, а режим. Сталинизм. Может, лучше бы фашистская Германия в 1945-м победила СССР. А ещё лучше б — в 1941-м! Не потеряли бы мы свои то ли 22, то ли 30 миллионов людей. И это не считая послевоенных «бериевских» миллионов. Мы освободили Германию. Может, лучше бы освободили нас? Прежде подобные пораженческие рассуждения (если и возникали) сразу прерывал душевный протест: нет! уж лучше Сталин, чем тысячелетнее рабство у Гитлера! Это — миф. Это ложный выбор, подсунутый пропагандой. Гитлер не мог бы прожить 1000 лет. Даже сто. Вполне вероятно, что рабство под Гитлером не длилось бы дольше, чем под Сталиным, а жертв, может быть, было бы меньше.
В марте 2014 года, во время аннексии Крыма Россией, выступил со статьёй «Крым, ты чей?», где заявил, что жители полуострова имеют право на самоопределение, тем самым поддержав в этом вопросе пророссийскую позицию. Такая позиция публициста вызвала критику со стороны одного из тогдашних коллег Минкина по редакции «МК» — Айдера Муждабаева, а также журналиста Игоря Яковенко.
В январе 2015 года в интервью на радиостанции «Эхо Москвы» сказал:

И я стал думать, что оказывается, для всех, кто младше 20 лет, Путин — это всегда... Это так пахнет Северной Кореей, это так, вообще-то говоря, жутко.

## Отзывы

### О журналистской деятельности
Дмитрий Быков писал:
Минкин уже предпринимал однажды попытку пройти в Думу, но не преуспел. Его сейчас можно назвать литератором лишь с большой натяжкой, поскольку главные его интересы связаны с педагогикой.

Татьяна Толстая на страницах издания «Новая газета» отмечала, что имя себе журналист сделал на сотрудничестве со спецслужбами:
Добрые люди с большими ушами и чистыми руками время от времени дарят Минкину прослушки, а он воспламеняется и печатает их с гневными комментариями.
Андрей Мальгин вспоминал:
В своё время, помнится, Минкин в «МК» целые полосы прослушек публиковал. Выглядело это забавно: голая расшифровка, ни одного авторского слова, но как автор материала гордо значится: Александр Минкин. Когда он нам кагэбэшный слив приносил в «Столицу», мы брезговали это печатать.
Минкина называли наставником Александра Хинштейна и другом Владимира Гусинского.

### О книге «Немой Онегин»
Дмитрий Быков:

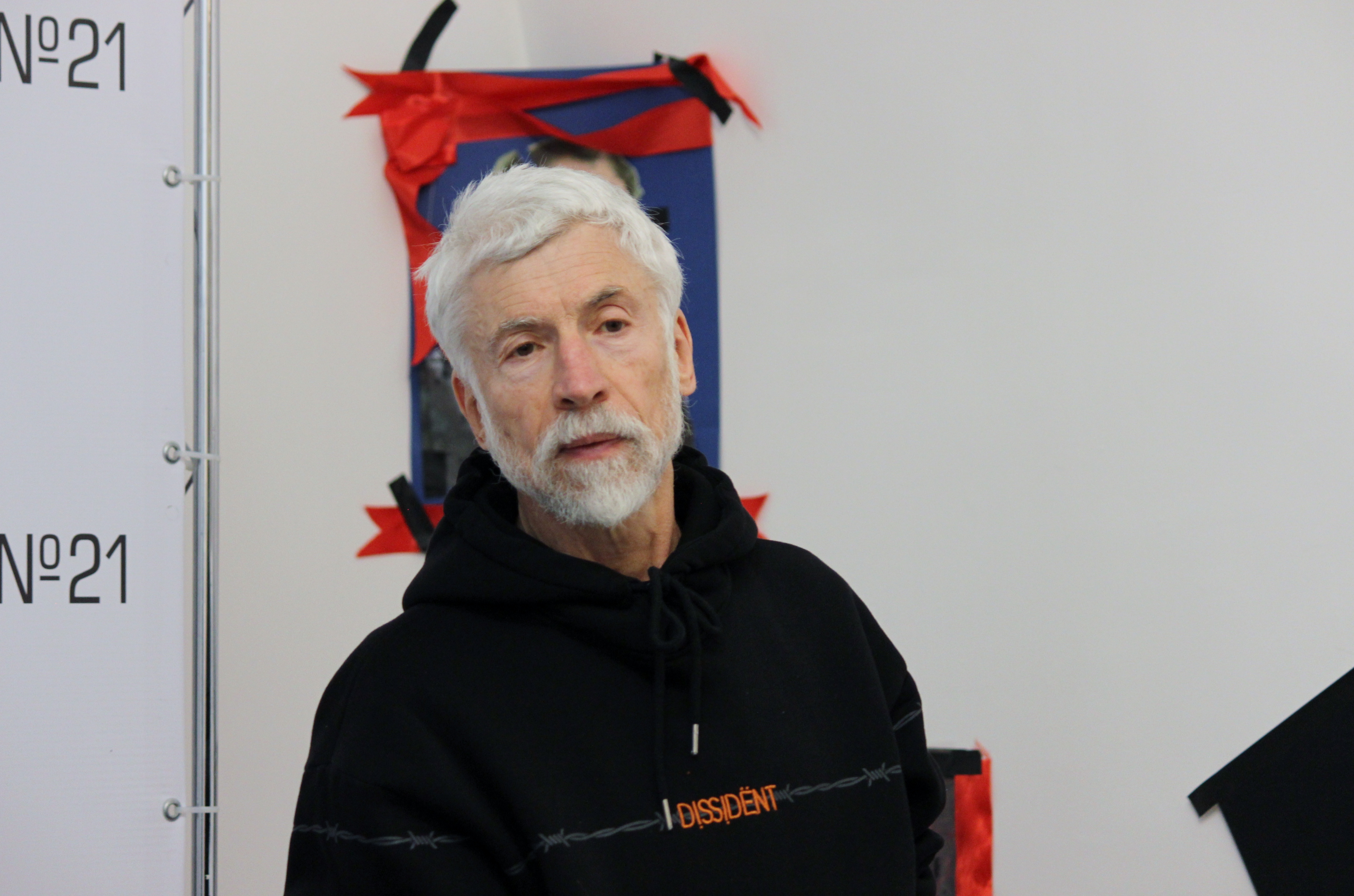
Минкин во время презентации его книги «Немой Онегин».

Мне жаль, что современность вечно отвлекала Минкина от того, чем он рождён заниматься: от театра, филологии, анализа главных русских текстов.

Михаил Веллер:

Александр Минкин сделал лучший в истории русского литературоведения потрясающий анализ «Евгения Онегина».

Людмила Улицкая:

Минкину удалось увидеть «Онегина» совершенно свежими глазами, и текст гениального Пушкина стал от этого только богаче.

Соломон Волков:

Все... сообщают интересные исторические факты, анализируют структуру текста, события в жизни Пушкина, которые влияли на его работу. Они вызывают интерес или скуку, но не восторг. Только комментарий Минкина вызывает у понимающих читателей чувство невероятного душевного подъёма.

## Личная жизнь
Женат третьим браком. Имеет сына.
В декабре 1997 года стал достоянием общественности конфликт Минкина с бывшей гражданской женой:
Светлана Жужалева заявила, что журналист вместе с охранявшими его людьми ворвался к ней на квартиру и похитил их внебрачного сына. При этом пострадала мать Жужалевой. До этого Жужалева обратилась в суд с иском о лишении Минкина родительских прав. .

## Награды
Лауреат премий «Золотое перо России» (дважды), премии Артёма Боровика и др.